# Gale Page
Pour les articles homonymes, voir Page.
Gale Page est une actrice américaine, de son vrai nom Sally Perkins Rutter, née le 29 juillet 1913 à Spokane (État de Washington), morte le 8 janvier 1983 à Santa Monica (Californie).

## Biographie

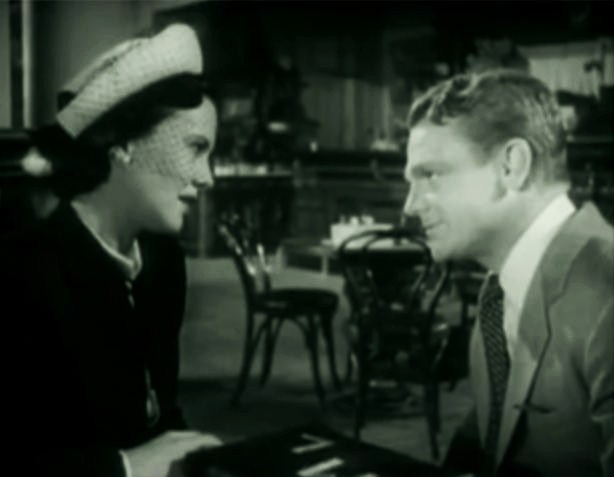
Avec James Cagney, dans Le Bar aux illusions (1948)

Sous contrat à la Warner Bros. en 1938, Gale Page (pseudonyme) tourne treize films pour cette compagnie, les quatre premiers sortis cette année-là, le dernier en 1941. Par la suite, se consacrant à sa famille, elle contribue à seulement trois autres films américains, respectivement sortis en 1948, 1949 et 1954.
Mentionnons Rêves de jeunesse de Michael Curtiz (1938, avec Priscilla Lane, Lola Lane et Claude Rains), Une femme dangereuse de Raoul Walsh (1940, avec George Raft, Ann Sheridan, Ida Lupino et Humphrey Bogart), ou encore Anna Lucasta d'Irving Rapper (son avant-dernier film, 1949, avec Paulette Goddard et Oskar Homolka).
Notons que Rêves de jeunesse est le premier film d'une trilogie se poursuivant avec Quatre Jeunes Femmes de Michael Curtiz (1939), puis Four Mothers de William Keighley (1941), aux côtés des mêmes acteurs principaux.
Après son retrait du grand écran, Gale Page apparaît encore à la télévision, dans cinq séries, entre 1954 et 1964.

## Filmographie complète

### Au cinéma

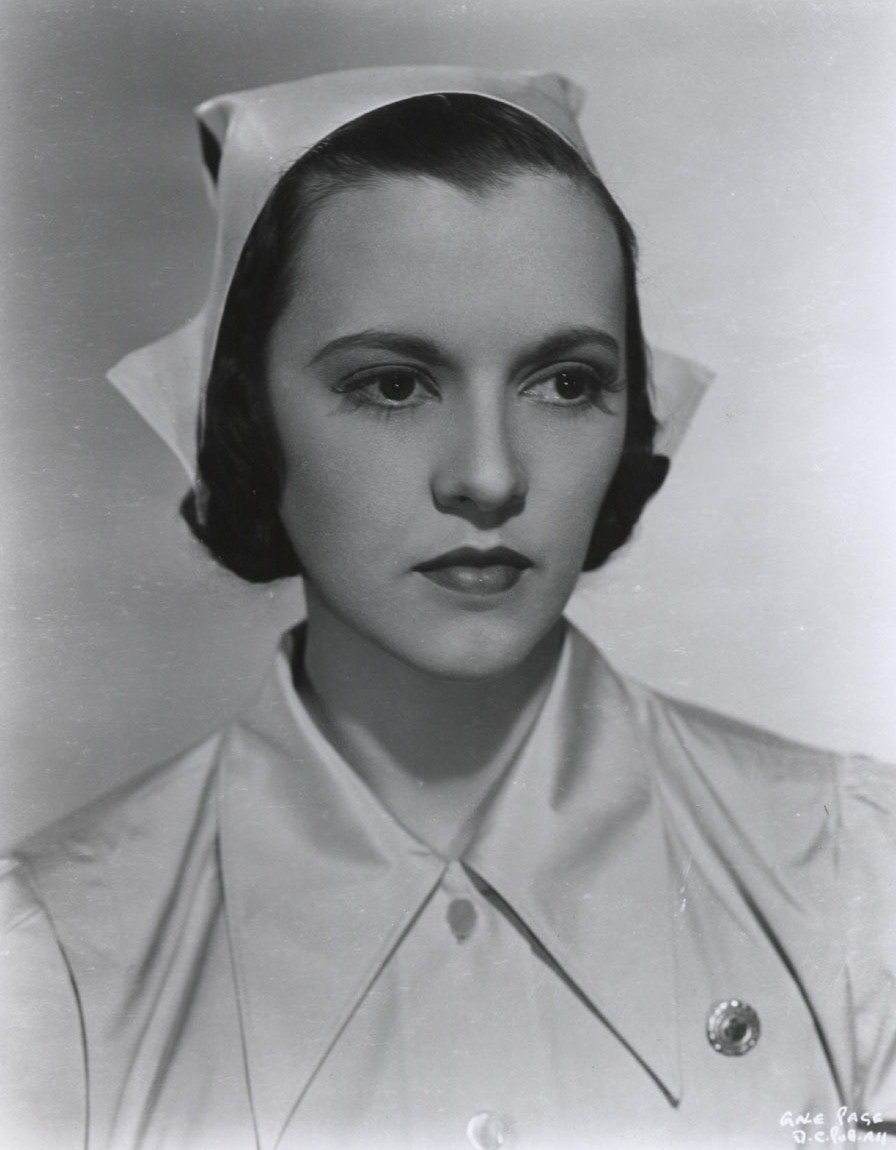
Dans Le Mystérieux Docteur Clitterhouse (1938, photo promotionnelle)

- 1938 : L'École du crime (Crime School) de Lewis Seiler
- 1938 : Rêves de jeunesse (Four Daughters) de Michael Curtiz
- 1938 : Troubles au Canada (Heart of the North) de Lewis Seiler
- 1938 : Le Mystérieux Docteur Clitterhouse (The Amazing Dr. Clitterhouse) d'Anatole Litvak
- 1939 : Le Vainqueur (Indianapolis Speedway) de Lloyd Bacon
- 1939 : Filles courageuses (Daughters Courageous) de Michael Curtiz
- 1939 : Le Châtiment (You Can't Get Away with Murder) de Lewis Seiler
- 1939 : Quatre Jeunes Femmes (Four Wives), de Michael Curtiz
- 1939 : Fausses Notes (Naughty But Nice) de Ray Enright
- 1939 : A Child Is Born de Lloyd Bacon
- 1940 : Une femme dangereuse (They Drive By Night) de Raoul Walsh
- 1940 : Knute Rockne, All American de Lloyd Bacon
- 1941 : Femmes adorables (Four Mothers) de William Keighley
- 1948 : Le Bar aux illusions (The Time of Your Life), de H. C. Potter
- 1949 : Anna Lucasta d'Irving Rapper
- 1954 : Romance sans lendemain (About Mrs. Leslie) de Daniel Mann

### À la télévision
- 1954 : Goodyear Television Playhouse (en)
  - Saison 3, épisode 12 Buy Me Blue Ribbons d'Arthur Penn
- 1954 : The Big Story
  - Saison 5, épisode 38 Virgil Pierson of the Birmingham Age-Herald of Alabama
- 1954-1957 : Robert Montgomery Presents
  - Saisons 5 à 8, 9 épisodes
- 1957 : The United States Steel Hour (en)
  - Saison 5, épisode 4 Crisis in Corona
- 1964 : The Eleventh Hour
  - Saison 2, épisode 14 My Door Is Locked and Bolted